# 市橋時蔵
市橋 時蔵（いちはし ときぞう、1909年6月9日 - 没年不詳）は、兵庫県出身のサッカー選手、サッカー審判員。

## 経歴
兵庫県立第一神戸中学校（現：兵庫県立神戸高等学校）の蹴球部に所属し、1927年に神戸一中を卒業。
慶應義塾大学に入学後はソッカー部に入部。在学中の1930年5月に第9回極東選手権競技大会の日本代表に選出され、フィリピン代表戦で初出場し、得点も決めた。1931年2月に開催されたア式蹴球全國優勝競技會（第10回天皇杯全日本サッカー選手権大会）に慶應BRBのメンバーとして出場して準優勝に貢献した。
慶應義塾大学法学部法律学科を卒業後の1936年3月、大日本蹴球協会の理事会でベルリン五輪の日本代表候補に選出された（最終メンバーからは落選、ベルリンの奇跡を参照）。
1939年から1956年まで兵庫県サッカー協会の常任理事を務めた。
1948年4月29日、明治神宮野球場で開催された東西対抗サッカー試合（全関東vs全関西）の主審を務めた人物でもあった。

## 代表歴

### 試合数
- 国際Aマッチ 2試合 1得点(1930)

| 日本代表 | 国際Aマッチ | 国際Aマッチ |
| 年       | 出場        | 得点        |
| -------- | ----------- | ----------- |
| 1930     | 2           | 1           |
| 通算     | 2           | 1           |

### 出場
| No. | 開催日         | 開催都市 | スタジアム         | 対戦相手   | 結果 | 監督     | 大会       |
| --- | -------------- | -------- | ------------------ | ---------- | ---- | -------- | ---------- |
| 1.  | 1930年05月25日 | 東京都   | 明治神宮外苑競技場 | フィリピン | ○7-2 | 鈴木重義 | 極東選手権 |
| 2.  | 1930年05月29日 | 東京都   | 明治神宮外苑競技場 | 中華民国   | △3-3 | 鈴木重義 | 極東選手権 |

### 得点数
| No. | 開催日         | 開催都市 | スタジアム         | 対戦相手   | 結果 | 大会       |
| --- | -------------- | -------- | ------------------ | ---------- | ---- | ---------- |
| 1.  | 1930年05月25日 | 東京都   | 明治神宮外苑競技場 | フィリピン | ○7-2 | 極東選手権 |